# Hunspach
Hunspach település Franciaországban, Bas-Rhin megyében. Lakosainak száma 625 fő (2022. január 1.). Hunspach Aschbach, Drachenbronn-Birlenbach, Hoffen, Ingolsheim, Keffenach, Seebach és Schœnenbourg községekkel határos.

## Népesség
A település népességének változása:
| Lakosok száma | 651  | 637  | 653  | 637  | 637  | 632  | 624  | 621  | 625  |
|               | 2013 | 2015 | 2016 | 2017 | 2018 | 2019 | 2020 | 2021 | 2022 |